# Джонсон, Кенни
Кеннет Аллен Джонсон (англ. Kenneth Allen  Johnson, род. 13 июля 1963, США) — американский актёр, известный по роли детектива Кертиса Лемански в признанном критиками сериале «Щит».

## Ранние годы
Джонсон провёл своё детство на ферме в штате Вермонт. Его семья, по его собственным словам, была довольно религиозной. Отец был шведом, а мать латышкой. В юношестве он усиленно, и очень успешно занимался разными видами спорта, в том числе баскетболом и армреслингом. В последнем он был признан вторым сильнейшим во всем мире. Однажды его друг предложил роль в своём любительском фильме и Джонсон сначала отклонил предложение. Но после нескольких настойчивых просьб он всё-таки сдался и принял участие. В тот момент он открыл для себя, что именно актёрство привлекает его больше всего. Он собрал вещи и уехал в Лос-Анджелес, чтобы начать актёрскую карьеру.

## Карьера
На съёмках рекламы чипсов Джонсон снимался вместе с тогда ещё неизвестным Брэдом Питтом. Через какое-то время пошли предложения в эпизодических ролях в различных сериалах.
Джонсон получил роль молодого пилота Буча Бёрнера Барнса по кличке Поджигатель в одноимённом сериале «Золотые крылья Пенсаколы», со временем он стал главнейшим персонажем в этом телешоу. В 1998 году он снялся в фильме «Блэйд», где появился в первых минутах фильма.
Джонсон прослушивался на роль детектива Терри Краули в сериале «Щит», которая в итоге отошла другому актёру. Но на удачу Джонсона создатель шоу Шон Райан был настолько впечатлён его прослушиванием, что создал для Джонсона новую роль детектива Кертиса Лемански. Джонсон снимался в этом шоу на протяжении пяти сезонов.
После окончания работы над сериалом «Щит» Джонсон был приглашён на одну из главных ролей в телесериале «Спасите Грейс». Место действия этого телешоу происходило в городе Оклахома-Сити, на юге Америки. Джонсон сыграл детектива Гама Дьюи, который работает на пару со своей коллегой Грейс Ханадарко, роль которой исполнила Холли Хантер.
В 2014—2017 годах снимался в телесериале «Мотель Бейтс». С 2017 года исполняет одну из основных ролей в телесериале «Спецназ города ангелов».

## Личная жизнь
Джонсон женат на актрисе-певице Катлин Овесон с декабря 2006 года, у пары есть один ребёнок.